# متجر التقنية
متجر التقنية هي سلسلة من ورش عمل واستوديوهات تصنيع لمبادرة (افعلها بنفسك) المفتوحة لجميع الفئات باختلاف مستويات المهارة وذلك لاستخدام أدوات ومعدات صناعية لبناء مشاريعهم، يقع المقر الرئيسى لها في سان جوز ولاية كاليفورنيا.
كما انه أعلن افلاسه بتاريخ 26/2/2018 وتم إيضاح ذلك من خلال الموقع الرسمى 